# Quinling
Qinling (Xinès) o muntanyes Qin, abans conegudes com a Nanshan ("muntanyes del sud"), són una important serralada que va d'est a oest al sud de la província de Shaanxi, a la Xina. Les muntanyes marquen la divisió entre les conques de drenatge dels sistemes del riu Yangtze i el riu Groc, proporcionant un límit natural entre el nord i el sud de la Xina i contenen una gran varietat de plantes i fauna, algunes de les quals no es troben en cap altre lloc de la terra.
Al nord hi ha la densament poblada vall del riu Wei, un antic centre de la civilització xinesa. Al sud hi ha la vall del riu Han. A l'oest hi ha la línia de muntanyes al llarg de la vora nord de l'altiplà tibetà. A l'est hi ha el Funiu inferior i el Dabie Shan que s'aixequen de la plana costanera.

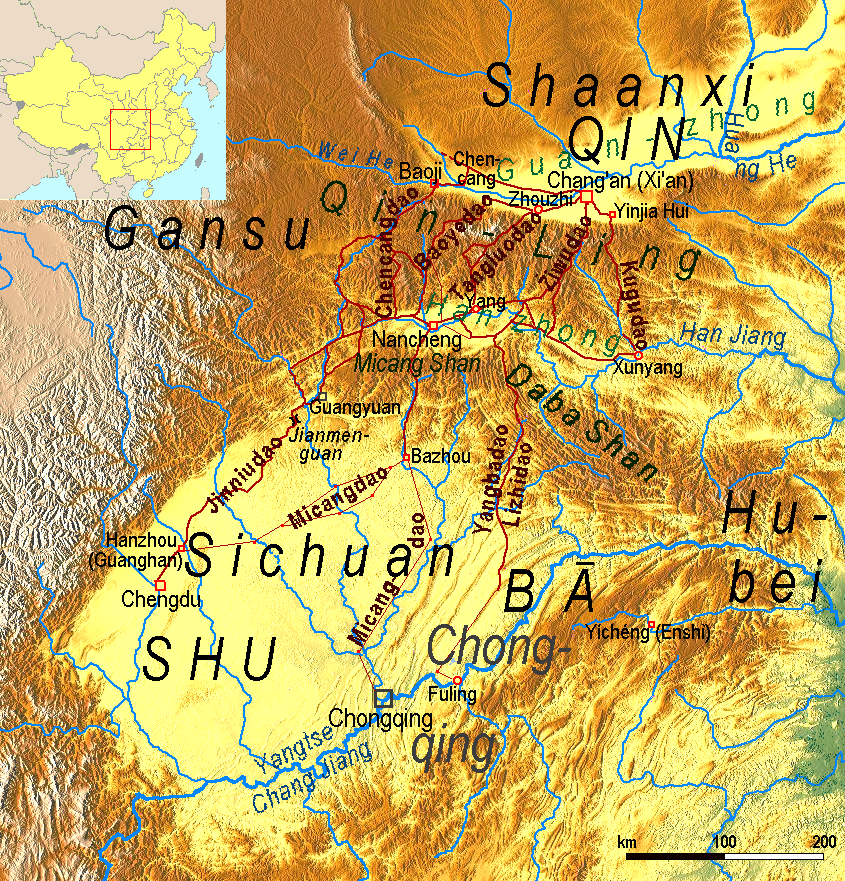
Vista detallada de diverses serralades i passos entre Shaanxi i Sichuan

El vessant nord de la serralada és propens al clima càlid, però la barrera física de les muntanyes fa que la part del nord tingui un clima semiàrid, amb la manca d'un paisatge ric i fèrtil que no pot suportar una riquesa de fauna salvatge. Les muntanyes també van actuar com a defensa natural contra les invasions nòmades del Nord, ja que només hi ha quatre passos que travessen les muntanyes. A finals de la dècada de 1990 es va completar un túnel ferroviari i una espiral de ferrocarril, facilitant així els viatges a través de la serralada.
La muntanya més alta de la serralada és la muntanya Taibai amb 3.767 metres, que té uns 100 quilòmetres, a l'oest de l'antiga capital xinesa de Xi'an. Tres cims culturalment significatius de la serralada són el mont Hua (2,155 metres o 7,070 peus), el mont Li (1,302 metres o 4,272 peus) i el mont Maiji (1,742 metres o 5,715 peus).

## Flora i fauna

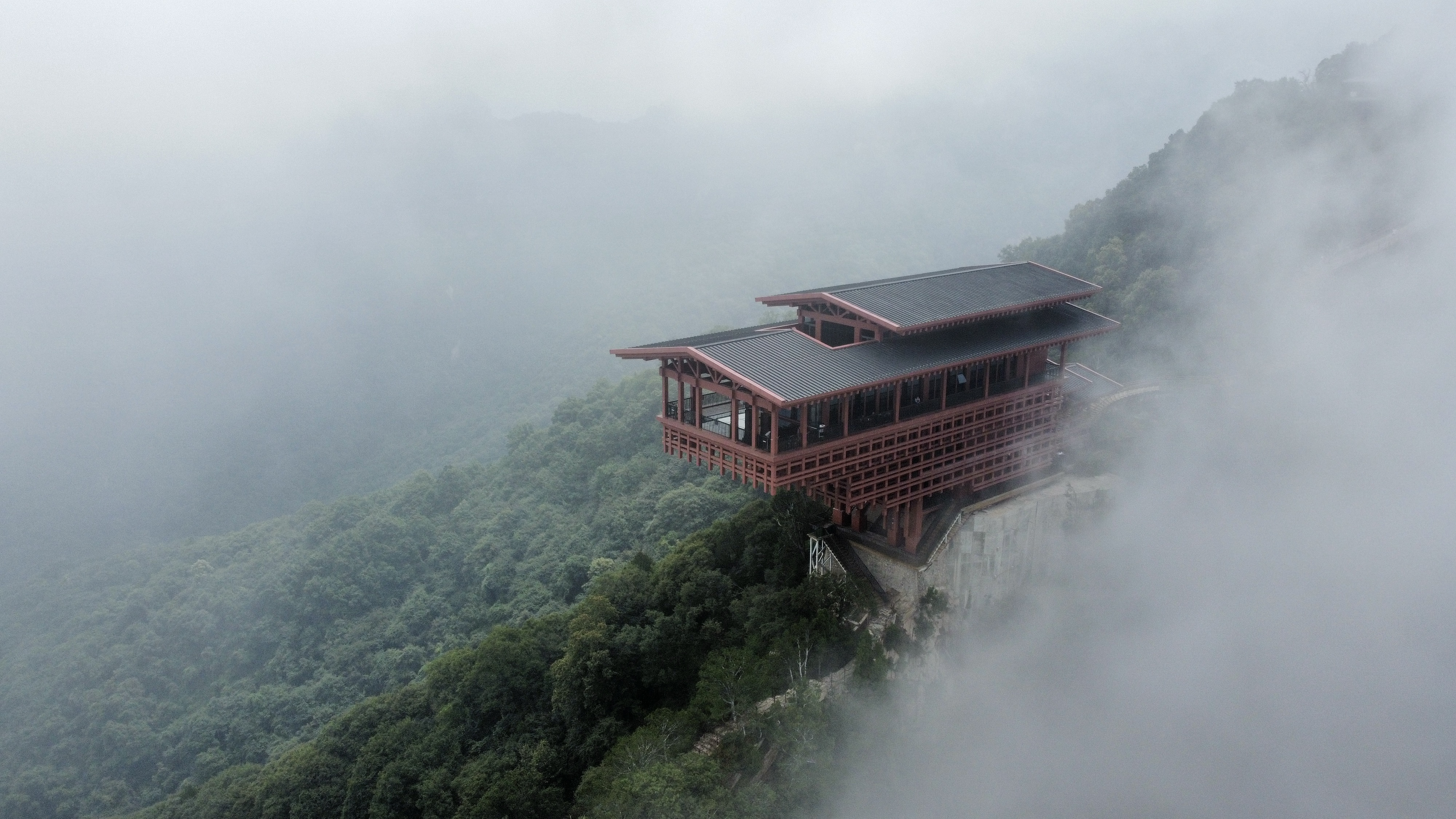
Mont Shaohua

L'entorn de les muntanyes Qin és una ecorregió de bosc caducifoli.
Les muntanyes Qin formen la conca hidrogràfica entre la conca del riu Groc, que històricament hi han hagut boscos de fulla caducifòlia, i la conca del riu Yangtze, que té hiverns més suaus i més pluges, i històricament hi ha hagut boscos de fulla perenne temperats càlids. Per tant, les muntanyes Qin s'utilitzen habitualment com a línia per separar el nord i el sud de la Xina.
Els boscos de baixa cota estan dominats per arbres caducifolis temperats com les roures (Quercus acutissima, Q. variabilis), l'om (Ulmus spp.), el noguer comú (Juglans regia), l'auró (Acer spp.), el freixe (Fraxinus spp.). i el Celtis spp. Les espècies de fulla perenne d'aquests boscos de baixa cota inclouen les chinquapins de fulla ampla (Castanopsis sclerophylla), els roures de copa anular (Quercus glauca) i coníferes com Pinus massoniana.
A les elevacions mitjanes, coníferes com Pinus armandii es barregen amb bedolls de fulla ampla (Betula spp.), roure (Quercus spp.) i carpe (Carpinus spp.). De 2,600 a 3,000 metres (8,500 a 9,800 ft) d'elevació, aquests boscos de mitja cota donen pas a uns boscos subalpins d'avets (Abies fargesii, A. chensiensis), Cunninghamia i bedolls (Betula spp.), amb rododendres (Rhododendron fastigiatum) abundants al sotabosc.
La regió acull un gran nombre de plantes rares, de les quals fins ara s'han documentat unes 3.000. Les espècies vegetals i arbòries natives de la regió inclouen el ginkgo, que es creu que és una de les espècies d'arbres més antigues del món, així com el pi Huashan o Armand (Pinus armandii), Huashan shen (Physochlaina infundibularis), Acer miaotaiense i avet xinès. La recol·lecció de fusta va assolir un màxim al segle xviii a les muntanyes Qinling.
És la llar dels pandes Qinling, una subespècie del panda gegant, que estan protegits a la regió amb l'ajuda de les reserves naturals de Changqing i Foping. Hi viuen entre 250 i 280 pandes gegants, que es calcula que representen al voltant d'una cinquena part de tota la població de panda gegant salvatge. Les muntanyes també són la llar del faisà daurat, el rinoitec daurat, el tragopan de Temminck, l'ibis del Japó, l'àguila daurada, el rossinyol gorjanegre i la pantera nebulosa.
La salamandra gegant xinesa, a 1.8 metres (5 ft 11 in) és l'amfibi més gran del món, i està en perill crític, ja que es recull per a l'alimentació i per al seu ús en la medicina tradicional xinesa. S'està duent a terme un programa d'educació ambiental per fomentar la gestió sostenible de les poblacions salvatges a les muntanyes Qin i s'han creat programes de cria en captivitat.

## Armes de destrucció massiva
Segons el Projecte d'Informació Nuclear, la Xina "manté la majoria de les seves ogives nuclears en una instal·lació central d'emmagatzematge a la serralada de Qinling, tot i que algunes es mantenen en instal·lacions d'emmagatzematge regionals més petites".